# Phường 8, Tân Bình
Phường 8 là một phường thuộc quận Tân Bình, Thành phố Hồ Chí Minh, Việt Nam.
Phường 8 có diện tích 0,40 km², dân số năm 2021 là 19.610 người,  mật độ dân số đạt 49.025 người/km².